# Al-Idwa
Al-Idwa (arab. العدوة) – miasto w Egipcie, w muhafazie Al-Minja. W 2006 roku liczyło 15 875 mieszkańców.